# Herbert Plaxton
Herbert Plaxton   (Barrie, 22 d'abril de 1901 - Toronto, 7 de novembre de 1970) va ser un jugador d'hoquei sobre gel canadenc que va competir durant la dècada de 1920. Era germà de Hugh Plaxton i cosí de Roger Plaxton, ambdós jugadors d'hoquei sobre gel.
El 1928 va prendre part en els Jocs Olímpics de Sankt Moritz, on guanyà la medalla d'or en la competició d'hoquei sobre gel.